# Seznam medailistů na mistrovství světa v zápasu řecko-římském
Toto je seznam medailistů na mistrovství světa mužů v zápasu řecko-římském.  Váhové limity reguluje Mezinárodní zápasnická federace.

## Muší váha
| Rok                                                       | Zlato                           | Stříbro                         | Bronz                         | Bronz                         |
| --------------------------------------------------------- | ------------------------------- | ------------------------------- | ----------------------------- | ----------------------------- |
| MS 1950                                                   | Bengt Johansson (SWE)           | Ali Yücel (TUR)                 | Mohamed Abdelhamid (EGY)      | Mohamed Abdelhamid (EGY)      |
| MS 1953                                                   | Borys Hurevyč (URS)(UKR)        | Ahmet Bilek (TUR)               | Maurice Mewis (BEL)           | Maurice Mewis (BEL)           |
| MS 1955                                                   | Ignazio Fabra (ITA)             | Nail Garajev (URS)(RUS)         | Hüseyin Akbaş (TUR)           | Hüseyin Akbaş (TUR)           |
| MS 1958                                                   | Borys Hurevyč (URS)(UKR)        | Sándor Kerekes (HUN)            | Borivoje Vukov (YUG)(SRB)     | Borivoje Vukov (YUG)(SRB)     |
| MS 1961                                                   | Aramajis Sajadov (URS)(AZE)     | Dumitru Pârvulescu (ROU)        | Burhan Bozkurt (TUR)          | Burhan Bozkurt (TUR)          |
| MS 1962                                                   | Serhij Rybalko (URS)(UKR)       | Ignazio Fabra (ITA)             | Burhan Bozkurt (TUR)          | Burhan Bozkurt (TUR)          |
| MS 1963                                                   | Borivoje Vukov (YUG)(SRB)       | Ignazio Fabra (ITA)             | Serhij Rybalko (URS)(UKR)     | Serhij Rybalko (URS)(UKR)     |
| MS 1965                                                   | Serhij Rybalko (URS)(UKR)       | Rolf Lacour (FRG)               | Angel Kerezov (BUL)           | Angel Kerezov (BUL)           |
| MS 1966                                                   | Angel Kerezov (BUL)             | Serhij Rybalko (URS)(UKR)       | Rolf Lacour (FRG)             | Rolf Lacour (FRG)             |
| MS 1967                                                   | Vladimir Bakulin (URS)(KAZ)     | Cornel Turturea (ROU)           | Imre Alker (HUN)              | Imre Alker (HUN)              |
| MS 1969                                                   | Fírúz Alízade (IRI)             | Cornel Turturea (ROU)           | Ivan Mychajlyšyn (URS)(UKR)   | Ivan Mychajlyšyn (URS)(UKR)   |
| MS 1970                                                   | Petar Kirov (BUL)               | Saburo Sugijama (JPN)           | Boško Marinko (YUG)(SRB)      | Boško Marinko (YUG)(SRB)      |
| MS 1971                                                   | Petar Kirov (BUL)               | Gheorghe Stoiciu (ROU)          | József Doncsecz (HUN)         | József Doncsecz (HUN)         |
| MS 1973                                                   | Nicu Gângă (ROU)                | Jan Michalik (POL)              | Rahím Alíabádí (IRI)          | Rahím Alíabádí (IRI)          |
| MS 1974                                                   | Petar Kirov (BUL)               | Valerij Aruťunov (URS)(ARM)     | Nicu Gângă (ROU)              | Nicu Gângă (ROU)              |
| MS 1975                                                   | Vitalij Konstantinov (URS)(RUS) | Bilal Tabur (TUR)               | Baek Seung-hyun (KOR)         | Baek Seung-hyun (KOR)         |
| MS 1977                                                   | Nicu Gângă (ROU)                | Kamil Fatkullin (URS)(UZB)      | Moradalí Šírání (IRI)         | Moradalí Šírání (IRI)         |
| MS 1978                                                   | Vachtang Blagidze (URS)(GEO)    | Nicu Gângă (ROU)                | Babis Cholidis (GRE)          | Babis Cholidis (GRE)          |
| MS 1979                                                   | Lajos Rácz (HUN)                | Kamil Fatkullin (URS)(UZB)      | Tošio Asakura (JPN)           | Tošio Asakura (JPN)           |
| MS 1981                                                   | Vachtang Blagidze (URS)(GEO)    | Acudži Mijahara (JPN)           | Lajos Rácz (HUN)              | Lajos Rácz (HUN)              |
| MS 1982                                                   | Benur Pašajan (URS)(ARM)        | Ljubomir Cekov (BUL)            | Pang Te-tu (KOR)              | Pang Te-tu (KOR)              |
| MS 1983                                                   | Benur Pašajan (URS)(ARM)        | Erol Kemah (TUR)                | Ljubomir Cekov (BUL)          | Ljubomir Cekov (BUL)          |
| MS 1985                                                   | Jon Rønningen (NOR)             | Minsajat Tadžetdinov (URS)(RUS) | Mihai Cişmaş (ROU)            | Mihai Cişmaş (ROU)            |
| MS 1986                                                   | Sergej Ďuďajev (URS)(RUS)       | Jon Rønningen (NOR)             | Acudži Mijahara (JPN)         | Acudži Mijahara (JPN)         |
| MS 1987                                                   | Pedro Roque (CUB)               | Roman Kierpacz (POL)            | Alexandr Ignatěnko (URS)(RUS) | Alexandr Ignatěnko (URS)(RUS) |
| MS 1989                                                   | Alexandr Ignatěnko (URS)(RUS)   | Remzi Öztürk (TUR)              | An Han-pong (KOR)             | An Han-pong (KOR)             |
| MS 1990                                                   | Alexandr Ignatěnko (URS)(RUS)   | An Han-pong (KOR)               | Bratan Cenov (BUL)            | Bratan Cenov (BUL)            |
| MS 1991                                                   | Raúl Martínez (CUB)             | Shawn Sheldon (USA)             | Jon Rønningen (NOR)           | Jon Rønningen (NOR)           |
| MS 1993                                                   | Raúl Martínez (CUB)             | Armen Nazarjan (ARM)            | Alfred Ter-Mkrtčjan (GER)     | Alfred Ter-Mkrtčjan (GER)     |
| MS 1994                                                   | Alfred Ter-Mkrtčjan (GER)       | Natig Ejvazov (AZE)             | Andrij Kalašnykov (UKR)       | Andrij Kalašnykov (UKR)       |
| MS 1995                                                   | Samvel Danieljan (RUS)          | Armen Nazarjan (ARM)            | Alfred Ter-Mkrtčjan (GER)     | Alfred Ter-Mkrtčjan (GER)     |
| MS 1997                                                   | Ercan Yıldız (TUR)              | Va'an Džu'arjan (ARM)           | Alfred Ter-Mkrtčjan (GER)     | Alfred Ter-Mkrtčjan (GER)     |
| MS 1998                                                   | Sim Kwon-ho (KOR)               | Marian Sandu (ROU)              | Chálid al-Faradž (SYR)        | Chálid al-Faradž (SYR)        |
| MS 1999                                                   | Lázaro Rivas (CUB)              | Ha Te-jon (KOR)                 | Alfred Ter-Mkrtčjan (GER)     | Alfred Ter-Mkrtčjan (GER)     |
| MS 2001                                                   | Hasan Rangraz (IRI)             | Brandon Paulson (USA)           | Lázaro Rivas (CUB)            | Lázaro Rivas (CUB)            |
| MS 2002                                                   | Hejdar Mammadalijev (RUS)       | Nepis Gukulov (TKM)             | Hasan Rangraz (IRI)           | Hasan Rangraz (IRI)           |
| MS 2003                                                   | Dariusz Jabłoński (POL)         | Im Te-won (KOR)                 | Lázaro Rivas (CUB)            | Lázaro Rivas (CUB)            |
| MS 2005                                                   | Hamíd Surián (IRI)              | Pak Un-čchol (KOR)              | István Majoros (HUN)          | Ermek Kuketov (KAZ)           |
| MS 2006                                                   | Hamíd Surián (IRI)              | Rovšan Bajramov (AZE)           | Pak Un-čchol (KOR)            | Lindsey Durlacher (USA)       |
| MS 2007                                                   | Hamíd Surián (IRI)              | Pak Un-čchol (KOR)              | Nazir Mankijev (RUS)          | Kristijan Fris (SRB)          |
| MS 2009                                                   | Hamíd Surián (IRI)              | Roman Amojan (ARM)              | Rovšan Bajramov (AZE)         | Håkan Nyblom (DEN)            |
| MS 2010                                                   | Hamíd Surián (IRI)              | Čchö Kju-čin (KOR)              | Roman Amojan (ARM)            | Nazir Mankijev (RUS)          |
| MS 2011                                                   | Rovšan Bajramov (AZE)           | Elbek Todžijev (BLR)            | Li Šu-ťin (CHN)               | Bekchan Mankijev (RUS)        |
| MS 2013                                                   | Jun Won-čchol (PRK)             | Čchö Kju-čin (KOR)              | Roman Amojan (ARM)            | Péter Módos (HUN)             |
| MS 2018                                                   | Eldaniz Azizli (AZE)            | Džolaman Šaršenbekov (KGZ)      | Ekrem Öztürk (TUR)            | Nugzar Curcumija (GEO)        |
| MS 2019                                                   | Nugzar Curcumija (GEO)          | Korlan Džankaša (KAZ)           | Eldaniz Azizli (AZE)          | Šota Ogawa (JPN)              |
| MS 2021                                                   | Ken Matsui (JPN)                | Emin Sefershaev (RUS)           | Nugzari Tsurtsumia (GEO)      | Eldaniz Azizli (AZE)          |
| MS 2022                                                   | Eldaniz Azizli (AZE)            | Nugzari Tsurtsumia (GEO)        | Yu Shiotani (JPN)             | Jasurbek Ortikboev (UZB)      |
| MS 2023                                                   | Eldaniz Azizli (AZE)            | Nugzari Tsurtsumia (GEO)        | Pouya Dadmarz (IRI)           | Jasurbek Ortikboev (UZB)      |
| MS 2024                                                   | Eldaniz Azizli (AZE)            | Pouya Dadmarz (IRI)             | Denis Mihai (ROU)             | Emin Sefershaev ([[Země\|]])  |
| MS 2025                                                   |                                 |                                 |                               |                               |
| 52 kg: 1950–1995 • 54 kg: 1997–2001 • 55 kg: 2018–doposud |                                 |                                 |                               |                               |

## Bantamová váha
| Rok | Zlato                         | Stříbro                         | Bronz                     | Bronz                      |
| --- | ----------------------------- | ------------------------------- | ------------------------- | -------------------------- |
| MS 1950 | Mahmúd Hasan (EGY)            | Halil Kaya (TUR)                | Pietro Lombardi (ITA)     | Pietro Lombardi (ITA)      |
| MS 1953 | Artem Terjan (URS)(AZE)       | Imre Hódos (HUN)                | Giovanni Cocco (ITA)      | Giovanni Cocco (ITA)       |
| MS 1955 | Vladimir Staškevič (URS)(RUS) | Yaşar Yılmaz (TUR)              | Pietro Lombardi (ITA)     | Pietro Lombardi (ITA)      |
| MS 1958 | Oleg Karavajev (URS)(BLR)     | Yaşar Yılmaz (TUR)              | Lothar Fischer (GDR)      | Lothar Fischer (GDR)       |
| MS 1961 | Oleg Karavajev (URS)(BLR)     | Ion Cernea (ROU)                | Jiří Švec (TCH)(CZE)      | Jiří Švec (TCH)(CZE)       |
| MS 1962 | Masamicu Ičiguči (JPN)        | Omar Egadze (URS)(GEO)          | Kamel Alí al-Sajed (UAR)  | Kamel Alí al-Sajed (UAR)   |
| MS 1963 | János Varga (HUN)             | Jiří Švec (TCH)(CZE)            | Dinko Petrov (BUL)        | Dinko Petrov (BUL)         |
| MS 1965 | Ion Cernea (ROU)              | Fritz Stange (FRG)              | Bernard Knitter (POL)     | Bernard Knitter (POL)      |
| MS 1966 | Fritz Stange (FRG)            | Kodži Sakamura (JPN)            | Ünver Beşergil (TUR)      | Ünver Beşergil (TUR)       |
| MS 1967 | Ion Baciu (ROU)               | János Varga (HUN)               | Cutomu Hanahara (JPN)     | Cutomu Hanahara (JPN)      |
| MS 1969 | Rustam Kazakov (URS)(UZB)     | An Čchon-jong (KOR)             | David Hazewinkel (USA)    | David Hazewinkel (USA)     |
| MS 1970 | János Varga (HUN)             | David Hazewinkel (USA)          | Rustam Kazakov (URS)(UZB) | Rustam Kazakov (URS)(UZB)  |
| MS 1971 | Rustam Kazakov (URS)(UZB)     | Christo Trajkov (BUL)           | János Varga (HUN)         | János Varga (HUN)          |
| MS 1973 | Józef Lipień (POL)            | Rustam Kazakov (URS)(UZB)       | Christo Trajkov (BUL)     | Christo Trajkov (BUL)      |
| MS 1974 | Farchat Mustafin (URS)(RUS)   | Józef Lipień (POL)              | Ivan Frgić (YUG)(SRB)     | Ivan Frgić (YUG)(SRB)      |
| MS 1975 | Farchat Mustafin (URS)(RUS)   | Józef Lipień (POL)              | Pertti Ukkola (FIN)       | Pertti Ukkola (FIN)        |
| MS 1977 | Pertti Ukkola (FIN)           | Farchat Mustafin (URS)(RUS)     | Ivan Frgić (YUG)(SRB)     | Ivan Frgić (YUG)(SRB)      |
| MS 1978 | Šamil Serikov (URS)(KAZ)      | Ivan Frgić (YUG)(SRB)           | Pasquale Passarelli (FRG) | Pasquale Passarelli (FRG)  |
| MS 1979 | Šamil Serikov (URS)(KAZ)      | Kiwamu Kašiwagi (JPN)           | Antonio Caltabiano (ITA)  | Antonio Caltabiano (ITA)   |
| MS 1981 | Pasquale Passarelli (FRG)     | Josef Krysta (TCH)(CZE)         | Ilpo Seppälä (FIN)        | Ilpo Seppälä (FIN)         |
| MS 1982 | Piotr Michalik (POL)          | Nicolae Zamfir (ROU)            | Vasilij Fomin (URS)(RUS)  | Vasilij Fomin (URS)(RUS)   |
| MS 1983 | Masaki Etó (JPN)              | Kamil Fatkullin (URS)(UZB)      | Petar Balov (BUL)         | Petar Balov (BUL)          |
| MS 1985 | Stojan Balov (BUL)            | Ovanes Arutjunjan (URS)(BLR)    | Amadoris González (CUB)   | Amadoris González (CUB)    |
| MS 1986 | Emil Ivanov (BUL)             | Timerdžan Kalimullin (URS)(RUS) | Babis Cholidis (GRE)      | Babis Cholidis (GRE)       |
| MS 1987 | Patrice Mourier (FRA)         | Rıfat Yıldız (FRG)              | Keijo Pehkonen (FIN)      | Keijo Pehkonen (FIN)       |
| MS 1989 | Emil Ivanov (BUL)             | Alexandr Šestakov (URS)(BLR)    | András Sike (HUN)         | András Sike (HUN)          |
| MS 1990 | Rıfat Yıldız (FRG)            | Alexandr Šestakov (URS)(BLR)    | Patrice Mourier (FRA)     | Patrice Mourier (FRA)      |
| MS 1991 | Rıfat Yıldız (GER)            | Alexandr Ignatěnko (URS)(RUS)   | András Sike (HUN)         | András Sike (HUN)          |
| MS 1993 | Agasi Manukjan (ARM)          | Alexandr Ignatěnko (RUS)        | Mikael Lindgren (FIN)     | Mikael Lindgren (FIN)      |
| MS 1994 | Jurij Melnyčenko (KAZ)        | Alexandr Ignatěnko (RUS)        | Dennis Hall (USA)         | Dennis Hall (USA)          |
| MS 1995 | Dennis Hall (USA)             | Jurij Melnyčenko (KAZ)          | Alexandr Ignatěnko (RUS)  | Alexandr Ignatěnko (RUS)   |
| MS 1997 | Jurij Melnyčenko (KAZ)        | Rafik Simonjan (RUS)            | Armen Nazarjan (BUL)      | Armen Nazarjan (BUL)       |
| MS 1998 | Kim In-sop (KOR)              | Šeng Ce-tchien (CHN)            | Armen Nazarjan (BUL)      | Armen Nazarjan (BUL)       |
| MS 1999 | Kim In-sop (KOR)              | Jurij Melnyčenko (KAZ)          | Armen Nazarjan (BUL)      | Armen Nazarjan (BUL)       |
| MS 2001 | Dilshod Aripov (UZB)          | Karen Mnacakanjan (ARM)         | Roberto Monzón (CUB)      | Roberto Monzón (CUB)       |
| MS 2002 | Armen Nazarjan (BUL)          | Włodzimierz Zawadzki (POL)      | Roberto Monzón (CUB)      | Roberto Monzón (CUB)       |
| MS 2003 | Armen Nazarjan (BUL)          | Roberto Monzón (CUB)            | Eusebiu Diaconu (ROU)     | Eusebiu Diaconu (ROU)      |
| MS 2005 | Armen Nazarjan (BUL)          | Alí Aškání (IRI)                | Petr Švehla (CZE)         | Eusebiu Diaconu (ROU)      |
| MS 2006 | Joe Warren (USA)              | Davit Bedynadze (GEO)           | Vjačeslav Džaste (RUS)    | Bünyamin Emik (TUR)        |
| MS 2007 | Davit Bedynadze (GEO)         | Makoto Sasamoto (JPN)           | Čong Či-hjon (KOR)        | Eusebiu Diaconu (ROU)      |
| MS 2009 | Islambek Albijev (RUS)        | Dilshod Aripov (UZB)            | Vitali Rahimov (AZE)      | Nurbakyt Tengizbajev (KAZ) |
| MS 2010 | Hasan Alijev (AZE)            | Rjútaró Macumoto (JPN)          | Almat Kebispajev (KAZ)    | Čong Či-hjon (KOR)         |
| MS 2011 | Omíd Naurózí (IRI)            | Almat Kebispajev (KAZ)          | Ivo Angelov (BUL)         | Zaur Kuramagomedov (RUS)   |
| MS 2013 | Ivo Angelov (BUL)             | Ivan Kujlakov (RUS)             | U Sung-če (KOR)           | Elmurat Tasmuradov (UZB)   |
| MS 2014 | Hamíd Surián (IRI)            | Mingijan Semjonov (RUS)         | Stig-André Berge (NOR)    | Elmurat Tasmuradov (UZB)   |
| MS 2015 | Ismael Borrero (CUB)          | Rovšan Bajramov (AZE)           | Almat Kebispajev (KAZ)    | Jun Won-čchol (PRK)        |
| MS 2017 | Ken'ičiro Fumita (JPN)        | Mirambek Ajnagulov (KAZ)        | Kim Song-hak (KOR)        | Stěpan Marjanjan (RUS)     |
| MS 2018 | Sergej Jemelin (RUS)          | Victor Ciobanu (MDA)            | Walihansailike (CHN)      | Ajdos Sultangali (KAZ)     |
| MS 2019 | Ken'ičiró Fumita (JPN)        | Sergej Jemelin (RUS)            | Mirambek Ajnagulov (KAZ)  | Alírezá Nedžátí (IRI)      |
| MS 2021 | Victor Ciobanu (MDA)          | Zholaman Sharshenbekov (KGZ)    | Stěpan Marjanjan (RUS)    | Murad Mammadov (AZE)       |
| MS 2022 | Zholaman Sharshenbekov (KGZ)  | Edmond Nazaryan (BUL)           | Kenichiro Fumita (JPN)    | Aidos Sultangali (KAZ)     |
| MS 2023 | Zholaman Šaršenbekov (KGZ)    | Kenichiro Fumita (JPN)          | Cao Liguo (CHN)           | Islomjon Bachromov (UZB)   |
| MS 2024 | nebyla na programu            | nebyla na programu              | nebyla na programu        | nebyla na programu         |
| MS 2025 |                               |                                 |                           |                            |
| 58 kg: 1921–1922 • 57 kg: 1950–1995 • 58 kg: 1997–2001 • 55 kg: 2002–2013 • 59 kg: 2014–2017 • 60 kg: 2018– |                               |                                 |                           |                            |

## Pérová váha
| Rok | Zlato                        | Stříbro                         | Bronz                         | Bronz                         |
| --- | ---------------------------- | ------------------------------- | ----------------------------- | ----------------------------- |
| MS 1911 | Antti Hyvönen (FIN)          | Herman Parikka (FIN)            | Vilhelm Lehmusvirta (FIN)     | Vilhelm Lehmusvirta (FIN)     |
| MS 1920 | Franz Reitmeier (GER)        | József Pongrácz (HUN)           | Gustav Boukal (AUT)           | Gustav Boukal (AUT)           |
| MS 1921 | Kalle Anttila (FIN)          | Aleksanteri Toivola (FIN)       | Erik Malmberg (SWE)           | Erik Malmberg (SWE)           |
| MS 1922 | Kalle Anttila (FIN)          | Martin Egeberg (NOR)            | Otto Boesen (DEN)             | Otto Boesen (DEN)             |
| MS 1950 | Olle Anderberg (SWE)         | Safí Táhá (LIB)                 | Sajed Kándil (EGY)            | Sajed Kándil (EGY)            |
| MS 1953 | Olle Anderberg (SWE)         | Umberto Trippa (ITA)            | Iljás Na'asán (LIB)           | Iljás Na'asán (LIB)           |
| MS 1955 | Imre Polyák (HUN)            | Müzahir Sille (TUR)             | Gunnar Håkansson (SWE)        | Gunnar Håkansson (SWE)        |
| MS 1958 | Imre Polyák (HUN)            | Müzahir Sille (TUR)             | Vladimir Staškevič (URS)(RUS) | Vladimir Staškevič (URS)(RUS) |
| MS 1961 | Mustafa Hamíd (UAR)          | Yaşar Yılmaz (TUR)              | Alírezá Gelíčchání (IRI)      | Alírezá Gelíčchání (IRI)      |
| MS 1962 | Imre Polyák (HUN)            | Konstantin Vyrupajev (URS)(RUS) | Rıza Doğan (TUR)              | Rıza Doğan (TUR)              |
| MS 1963 | Gennadij Sapunov (URS)(RUS)  | Imre Polyák (HUN)               | Ivan Ivanov (BUL)             | Ivan Ivanov (BUL)             |
| MS 1965 | Jurij Hryhoryjev (URS)(UKR)  | Martti Laakso (FIN)             | Lothar Schneider (GDR)        | Lothar Schneider (GDR)        |
| MS 1966 | Roman Rurua (URS)(GEO)       | Leif Freij (SWE)                | Iradž Choršídfár (IRI)        | Iradž Choršídfár (IRI)        |
| MS 1967 | Roman Rurua (URS)(GEO)       | Simion Popescu (ROU)            | Hideo Fudžimoto (JPN)         | Hideo Fudžimoto (JPN)         |
| MS 1969 | Roman Rurua (URS)(GEO)       | Roland Svensson (SWE)           | Martti Laakso (FIN)           | Martti Laakso (FIN)           |
| MS 1970 | Hideo Fudžimoto (JPN)        | Slavko Koletić (YUG)(CRO)       | Georgi Markov (BUL)           | Georgi Markov (BUL)           |
| MS 1971 | Georgi Markov (BUL)          | Kazimierz Lipień (POL)          | Hideo Fudžimoto (JPN)         | Hideo Fudžimoto (JPN)         |
| MS 1973 | Kazimierz Lipień (POL)       | Anatolij Kavkajev (URS)(RUS)    | László Réczi (HUN)            | László Réczi (HUN)            |
| MS 1974 | Kazimierz Lipień (POL)       | Anatolij Kavkajev (URS)(RUS)    | László Réczi (HUN)            | László Réczi (HUN)            |
| MS 1975 | Nelson Davidjan (URS)(UKR)   | Kazimierz Lipień (POL)          | László Réczi (HUN)            | László Réczi (HUN)            |
| MS 1977 | László Réczi (HUN)           | Kazimierz Lipień (POL)          | Ion Păun (ROU)                | Ion Păun (ROU)                |
| MS 1978 | Boris Kramarenko (URS)(UKR)  | Kazimierz Lipień (POL)          | Lars Malmkvist (SWE)          | Lars Malmkvist (SWE)          |
| MS 1979 | István Tóth (HUN)            | Abdurrahim Kuzu (USA)           | Lars Malmkvist (SWE)          | Lars Malmkvist (SWE)          |
| MS 1981 | István Tóth (HUN)            | Ryszard Świerad (POL)           | Pertti Ukkola (FIN)           | Pertti Ukkola (FIN)           |
| MS 1982 | Ryszard Świerad (POL)        | Roman Nasibullov (URS)(RUS)     | Panajot Kirov (BUL)           | Panajot Kirov (BUL)           |
| MS 1983 | Hannu Lahtinen (FIN)         | Günter Reichelt (GDR)           | Živko Vangelov (BUL)          | Živko Vangelov (BUL)          |
| MS 1985 | Živko Vangelov (BUL)         | Bogusław Kłozik (POL)           | Gheorghe Savu (ROU)           | Gheorghe Savu (ROU)           |
| MS 1986 | Kamandar Madžidov (URS)(BLR) | Bogusław Kłozik (POL)           | Živko Vangelov (BUL)          | Živko Vangelov (BUL)          |
| MS 1987 | Živko Vangelov (BUL)         | Kamandar Madžidov (URS)(BLR)    | Šigeki Nišiguči (JPN)         | Šigeki Nišiguči (JPN)         |
| MS 1989 | Kamandar Madžidov (URS)(BLR) | Ho Pjong-ho (KOR)               | Mario Olivera (CUB)           | Mario Olivera (CUB)           |
| MS 1990 | Mario Olivera (CUB)          | Gennadij Atmakin (URS)(RUS)     | Ryszard Wolny (POL)           | Ryszard Wolny (POL)           |
| MS 1991 | Sergej Martynov (URS)(RUS)   | Mehmet Âkif Pirim (TUR)         | Juan Marén (CUB)              | Juan Marén (CUB)              |
| MS 1993 | Sergej Martynov (RUS)        | Ender Memet (ROU)               | Juan Marén (CUB)              | Juan Marén (CUB)              |
| MS 1994 | Sergej Martynov (RUS)        | Ivan Ivanov (BUL)               | Włodzimierz Zawadzki (POL)    | Włodzimierz Zawadzki (POL)    |
| MS 1995 | Sergej Martynov (RUS)        | Włodzimierz Zawadzki (POL)      | Mchitar Manukjan (ARM)        | Mchitar Manukjan (ARM)        |
| MS 1997 | Şeref Eroğlu (TUR)           | Nikolaj Monov (RUS)             | Włodzimierz Zawadzki (POL)    | Włodzimierz Zawadzki (POL)    |
| MS 1998 | Mchitar Manukjan (KAZ)       | Şeref Eroğlu (TUR)              | Čchoi Sang-son (KOR)          | Čchoi Sang-son (KOR)          |
| MS 1999 | Mchitar Manukjan (KAZ)       | Şeref Eroğlu (TUR)              | Michail Bejlin (ISR)          | Michail Bejlin (ISR)          |
| MS 2001 | Vaginak Galstjan (ARM)       | Kim In-sop (KOR)                | Michail Bejlin (ISR)          | Michail Bejlin (ISR)          |
| MS 2018 | Stěpan Marjanjan (RUS)       | Elmurat Tasmuradov (UZB)        | Lenur Temirov (UKR)           | Rahman Bilici (TUR)           |
| MS 2019 | Šinobu Óta (JPN)             | Stěpan Marjanjan (RUS)          | Slavik Galstjan (ARM)         | Almat Kebispajev (KAZ)        |
| MS 2021 | Meisam Dalkhani (IRI)        | Leri Abuladze (GEO)             | Kensuke Shimizu (JPN)         | Lenur Temirov (UKR)           |
| MS 2022 | Sebastian Nađ (SRB)          | Leri Abuladze (GEO)             | Taleh Mammadov (AZE)          | Tuo Erbatu (CHN)              |
| MS 2023 | Leri Abuladze (GEO)          | Murad Mammadov (AZE)            | Enes Başar (TUR)              | Georgij Tibilov (SRB)         |
| MS 2024 | Nihat Mammadli (AZE)         | Yerzhet Zharlykassyn (KAZ)      | Karen Aslanyan (ARM)          | Sadyk Lalaev ([[Země\|]])     |
| MS 2025 |                              |                                 |                               |                               |
| * 60 kg: 1911–1920 • 62 kg: 1921–1961 • 63 kg: 1962–1967 • 62 kg: 1969–1995 • 63 kg: 1997–2001 • 60 kg: 2002–2013 • 63 kg: 2018–doposud |                              |                                 |                               |                               |

## Lehká váha
| Rok | Zlato                          | Stříbro                      | Bronz                           | Bronz                           |
| --- | ------------------------------ | ---------------------------- | ------------------------------- | ------------------------------- |
| MS 1905 | Theodor Schibilski (GER)       | Max Beeskow (GER)            | Eugen Kissling (GER)            | Eugen Kissling (GER)            |
| MS 1907 | Christoph Übler (GER)          | Uwe Volkert (GER)            | Julius Fleischmann (GER)        | Julius Fleischmann (GER)        |
| MS 1910 | Karl Wernicke (GER)            | Uwe Fricker (GER)            | Jürgen Christian (GER)          | Jürgen Christian (GER)          |
| MS 1911 | Nestori Tuominen (FIN)         | Gustaf Malmström (SWE)       | Paul Tirkkonen (FIN)            | Paul Tirkkonen (FIN)            |
| MS 1913 | Ewald Hegewald (GER)           | Hugo Johansson (SWE)         | Hermann Schulz (GER)            | Hermann Schulz (GER)            |
| MS 1920 | Ödön Radvány (HUN)             | Deszö Peter (HUN)            | Miklós Breznotics (HUN)         | Miklós Breznotics (HUN)         |
| MS 1921 | Oskari Friman (FIN)            | Rūdolfs Ronis (LAT)          | Juho Ikävalko (FIN)             | Juho Ikävalko (FIN)             |
| MS 1922 | Edvard Westerlund (FIN)        | Ödön Radvány (HUN)           | Birger Nilsen (NOR)             | Birger Nilsen (NOR)             |
| MS 1950 | József Gál (HUN)               | Gustav Freij (SWE)           | Tevfik Yücel (TUR)              | Tevfik Yücel (TUR)              |
| MS 1953 | Gustav Freij (SWE)             | Kyösti Lehtonen (FIN)        | Šazam Safin (URS)(RUS)          | Šazam Safin (URS)(RUS)          |
| MS 1955 | Hryhoryj Harmanyk (URS)(UKR)   | Kyösti Lehtonen (FIN)        | Gustav Freij (SWE)              | Gustav Freij (SWE)              |
| MS 1958 | Rıza Doğan (TUR)               | Viktor Vasyn (URS)(UKR)      | Gyula Tóth (HUN)                | Gyula Tóth (HUN)                |
| MS 1961 | Avtandil Koridze (URS)(GEO)    | Imre Polyák (HUN)            | Branislav Martinović (YUG)(SRB) | Branislav Martinović (YUG)(SRB) |
| MS 1962 | Kazım Ayvaz (TUR)              | Stevan Horvat (YUG)(SRB)     | James Burke (USA)               | James Burke (USA)               |
| MS 1963 | Stevan Horvat (YUG)(SRB)       | Davit Gvanceladze (URS)(GEO) | Klaus Rost (FRG)                | Klaus Rost (FRG)                |
| MS 1965 | Gennadij Sapunov (URS)(RUS)    | Stevan Horvat (YUG)(SRB)     | Eero Tapio (FIN)                | Eero Tapio (FIN)                |
| MS 1966 | Stevan Horvat (YUG)(SRB)       | Gennadij Sapunov (URS)(RUS)  | Eero Tapio (FIN)                | Eero Tapio (FIN)                |
| MS 1967 | Eero Tapio (FIN)               | Antal Steer (HUN)            | Vahap Pehlivan (TUR)            | Vahap Pehlivan (TUR)            |
| MS 1969 | Simion Popescu (ROU)           | Sreten Damjanović (YUG)(SRB) | Jurij Hryhoryjev (URS)(UKR)     | Jurij Hryhoryjev (URS)(UKR)     |
| MS 1970 | Roman Rurua (URS)(GEO)         | Simion Popescu (ROU)         | Takaši Tanoue (JPN)             | Takaši Tanoue (JPN)             |
| MS 1971 | Sreten Damjanović (YUG)(SRB)   | Klaus-Peter Göpfert (GDR)    | Takaši Tanoue (JPN)             | Takaši Tanoue (JPN)             |
| MS 1973 | Šamil Chisametdinov (URS)(RUS) | Sreten Damjanović (YUG)(SRB) | Heinz-Helmut Wehling (GDR)      | Heinz-Helmut Wehling (GDR)      |
| MS 1974 | Nelson Davidjan (URS)(UKR)     | Heinz-Helmut Wehling (GDR)   | Andrzej Supron (POL)            | Andrzej Supron (POL)            |
| MS 1975 | Šamil Chisametdinov (URS)(RUS) | Andrzej Supron (POL)         | Binjo Čifudov (BUL)             | Binjo Čifudov (BUL)             |
| MS 1977 | Heinz-Helmut Wehling (GDR)     | Lars-Erik Skiöld (SWE)       | Nikolaj Dimov (BUL)             | Nikolaj Dimov (BUL)             |
| MS 1978 | Ștefan Rusu (ROU)              | Andrzej Supron (POL)         | Alexandr Alijev (URS)(RUS)      | Alexandr Alijev (URS)(RUS)      |
| MS 1979 | Andrzej Supron (POL)           | Alexandr Alijev (URS)(RUS)   | Erich Klaus (FRG)               | Erich Klaus (FRG)               |
| MS 1981 | Hennadij Jermylov (URS)(UKR)   | Tapio Sipilä (FIN)           | Ștefan Rusu (ROU)               | Ștefan Rusu (ROU)               |
| MS 1982 | Hennadij Jermylov (URS)(UKR)   | István Péter (HUN)           | Ştefan Negrişan (ROU)           | Ştefan Negrişan (ROU)           |
| MS 1983 | Tapio Sipilä (FIN)             | Mohammad Baná (IRI)          | Hennadij Jermylov (URS)(UKR)    | Hennadij Jermylov (URS)(UKR)    |
| MS 1985 | Ştefan Negrişan (ROU)          | Michail Prokudin (URS)(BLR)  | Jim Martinez (USA)              | Jim Martinez (USA)              |
| MS 1986 | Levon Džulfalakjan (URS)(ARM)  | Tapio Sipilä (FIN)           | Claudio Passarelli (FRG)        | Claudio Passarelli (FRG)        |
| MS 1987 | Aslautdin Abajev (URS)(RUS)    | Nándor Szabó (YUG)(SRB)      | Jerzy Kopański (POL)            | Jerzy Kopański (POL)            |
| MS 1989 | Claudio Passarelli (FRG)       | Ghani Yalouz (FRA)           | Levon Džulfalakjan (URS)(ARM)   | Levon Džulfalakjan (URS)(ARM)   |
| MS 1990 | Islam Dugučijev (URS)(RUS)     | Jannis Zamanduridis (FRG)    | Attila Repka (HUN)              | Attila Repka (HUN)              |
| MS 1991 | Islam Dugučijev (URS)(RUS)     | Martin Kornbakk (SWE)        | Stojan Stojanov (BUL)           | Stojan Stojanov (BUL)           |
| MS 1993 | Islam Dugučijev (RUS)          | Kamandar Madžidov (BLR)      | Ghani Yalouz (FRA)              | Ghani Yalouz (FRA)              |
| MS 1994 | Islam Dugučijev (RUS)          | Ghani Yalouz (FRA)           | Biser Georgiev (BUL)            | Biser Georgiev (BUL)            |
| MS 1995 | Rustam Adži (UKR)              | Attila Repka (HUN)           | Jannis Zamanduridis (GER)       | Jannis Zamanduridis (GER)       |
| MS 1997 | Son Sang-Pil (KOR)             | Alexandr Treťjakov (RUS)     | Ender Memet (ROU)               | Ender Memet (ROU)               |
| MS 1998 | Alexandr Treťjakov (RUS)       | Csaba Hirbik (HUN)           | Son Sang-pill (KOR)             | Son Sang-pill (KOR)             |
| MS 1999 | Son Sang-pill (KOR)            | Alexandr Treťjakov (RUS)     | Vladimir Kopytov (BLR)          | Vladimir Kopytov (BLR)          |
| MS 2001 | Filiberto Azcuy (CUB)          | Alexej Gluškov (RUS)         | Rustam Adži (UKR)               | Rustam Adži (UKR)               |
| MS 2002 | Jimmy Samuelsson (SWE)         | Farid Mansurov (AZE)         | Manučar Kvirkvelija (GEO)       | Manučar Kvirkvelija (GEO)       |
| MS 2003 | Manučar Kvirkvelija (GEO)      | Armen Vardanjan (UKR)        | Levente Füredy (HUN)            | Levente Füredy (HUN)            |
| MS 2005 | Nikolaj Gergov (BUL)           | Kim Min-čchol (KOR)          | Alain Milián (CUB)              | Kim Kum-čol (PRK)               |
| MS 2006 | Li Jan-jan (CHN)               | Kanatbek Begalijev (KGZ)     | Sergej Kovalenko (RUS)          | Justin Lester (USA)             |
| MS 2007 | Farid Mansurov (AZE)           | Steeve Guénot (FRA)          | Nikolaj Gergov (BUL)            | Justin Lester (USA)             |
| MS 2009 | Farid Mansurov (AZE)           | Manučar Cchadaija (GEO)      | Pedro Mulens (CUB)              | Ambako Vačadze (RUS)            |
| MS 2010 | Ambako Vačadze (RUS)           | Armen Vardanjan (UKR)        | Vitali Rahimov (AZE)            | Vasıf Arzumanov (TUR)           |
| MS 2011 | Saíd Abdeválí (IRI)            | Manučar Cchadaija (GEO)      | Pedro Mulens (CUB)              | Kim Hjon-u (KOR)                |
| MS 2013 | Rju Han-su (KOR)               | Islambek Albijev (RUS)       | Frank Stäbler (GER)             | Sandeep Tulsi Yadav (IND)       |
| MS 2014 | Davor Štefanek (SRB)           | Omíd Naurózí (IRI)           | Tamás Lőrincz (HUN)             | Edgaras Venckaitis (LTU)        |
| MS 2015 | Frank Stäbler (GER)            | Rju Han-su (KOR)             | Arťom Surkov (RUS)              | Davor Štefanek (SRB)            |
| MS 2017 | Rju Han-su (KOR)               | Mateusz Bernatek (POL)       | Atakan Yüksel (TUR)             | Arťom Surkov (RUS)              |
| MS 2018 | Arťom Surkov (RUS)             | Davor Štefanek (SRB)         | Mejirdžan Šermachanbet (KAZ)    | Gevorg Sa'akjan (POL)           |
| MS 2019 | Ismael Borrero (CUB)           | Arťom Surkov (RUS)           | Frank Stäbler (GER)             | Mate Nemeš (SRB)                |
| MS 2021 | Rezá Geráí (IRI)               | Nazir Abdullaev (RUS)        | Ramaz Zoidze (GEO)              | Almat Kebispayev (KAZ)          |
| MS 2022 | Mate Nemeš (SRB)               | Mohammad Reza Geraei (IRI)   | Hasrat Jafarov (AZE)            | Amantur Ismailov (KGZ)          |
| MS 2023 | Luis Orta (CUB)                | Hasrat Džafarov (AZE)        | Mate Nemeš (SRB)                | Mohammad Reza Geraei (IRI)      |
| MS 2024 | nebyla na programu             | nebyla na programu           | nebyla na programu              | nebyla na programu              |
| MS 2025 |                                |                              |                                 |                                 |
| 68 kg: 1905 • 75 kg: 1907 • 60 kg: 1910 • 67 kg: 1911 • 67.5 kg: 1913–1922 • 67 kg: 1950–1961 • 70 kg: 1962–1967 • 68 kg: 1969–1995 • 69 kg: 1997–2001 • 66 kg: 2002–2017 • 67 kg: 2018– |                                |                              |                                 |                                 |

## Lehká veterová váha
| Rok                                    | Zlato                   | Stříbro               | Bronz                  | Bronz                   |
| -------------------------------------- | ----------------------- | --------------------- | ---------------------- | ----------------------- |
| MS 2014                                | Čingiz Labazanov (RUS)  | Yunus Özel (TUR)      | Rasul Čunajev (AZE)    | Afšín Bijábángard (IRI) |
| MS 2015                                | Rasul Čunajev (AZE)     | Armen Vardanjan (UKR) | Adam Kurak (RUS)       | Zakarias Tallroth (SWE) |
| MS 2016                                | Bálint Korpási (HUN)    | Daniel Cataraga (MDA) | Hasan Alijev (AZE)     | Ilie Cojocari (ROU)     |
| MS 2017                                | Frank Stäbler (GER)     | Demeu Džadrajev (KAZ) | Alí Geráí (IRI)        | Bálint Korpási (HUN)    |
| MS 2018                                | Frank Stäbler (GER)     | Bálint Korpási (HUN)  | Ajik Mnacakanjan (BUL) | Rasul Čunajev (AZE)     |
| MS 2019                                | Abujazid Mancigov (RUS) | Aram Vardanjan (UZB)  | Ajik Mnacakanjan (BUL) | Bálint Korpási (HUN)    |
| MS 2021                                | Malkhas Amoyan (ARM)    | Sergey Kutuzov (RUS)  | Gevorg Sa'akjan (POL)  | Kristupas Šleiva (LTU)  |
| MS 2022                                | Ali Arsalan (SRB)       | Ulvu Ganizade (AZE)   | Selçuk Can (TUR)       | Andrii Kulyk (UKR)      |
| MS 2023                                | Ibrahim Ghanem (FRA)    | Róbert Fritsch (HUN)  | Selçuk Can (TUR)       | Ali Arsalan (SRB)       |
| MS 2024                                | Ulvu Ganizade (AZE)     | Ibrahim Ghanem (FRA)  | Ali Arsalan (SRB)      | Otar Abuladze (GEO)     |
| MS 2025                                |                         |                       |                        |                         |
| 71 kg: 2014–2017 • 72 kg: 2018–doposud |                         |                       |                        |                         |

## Velterová váha
| Rok | Zlato                                 | Zlato                                 | Stříbro                      | Bronz                         | Bronz                         |
| --- | ------------------------------------- | ------------------------------------- | ---------------------------- | ----------------------------- | ----------------------------- |
| MS 1950 | Matti Simanainen (FIN)                | Matti Simanainen (FIN)                | Celal Atik (TUR)             | Gösta Andersson (SWE)         | Gösta Andersson (SWE)         |
| MS 1953 | Gurgen Šatvorjan (URS)(RUS)           | Gurgen Šatvorjan (URS)(RUS)           | Miklós Szilvási (HUN)        | Franco Benedetti (ITA)        | Franco Benedetti (ITA)        |
| MS 1955 | Vladimir Manějev (URS)(RUS)           | Vladimir Manějev (URS)(RUS)           | Anton Mackowiak (FRG)        | Milorad Arsić (YUG)(SRB)      | Milorad Arsić (YUG)(SRB)      |
| MS 1958 | Kazım Ayvaz (TUR)                     | Kazım Ayvaz (TUR)                     | Hryhoryj Harmanyk (URS)(UKR) | Valeriu Bularcă (ROU)         | Valeriu Bularcă (ROU)         |
| MS 1961 | Valeriu Bularcă (ROU)                 | Valeriu Bularcă (ROU)                 | Stevan Horvat (YUG)(SRB)     | Ziya Doğan (TUR)              | Ziya Doğan (TUR)              |
| MS 1969 | Viktor Igumenov (URS)(RUS)            | Viktor Igumenov (URS)(RUS)            | Eero Tapio (FIN)             | Matti Poikala (SWE)           | Matti Poikala (SWE)           |
| MS 1970 | Viktor Igumenov (URS)(RUS)            | Viktor Igumenov (URS)(RUS)            | Werner Schröter (FRG)        | Petros Galaktopulos (GRE)     | Petros Galaktopulos (GRE)     |
| MS 1971 | Viktor Igumenov (URS)(RUS)            | Viktor Igumenov (URS)(RUS)            | Momir Kecman (YUG)(SRB)      | Petros Galaktopulos (GRE)     | Petros Galaktopulos (GRE)     |
| MS 1973 | Ivan Kolev (BUL)                      | Ivan Kolev (BUL)                      | Jan Karlsson (SWE)           | Klaus-Peter Göpfert (GDR)     | Klaus-Peter Göpfert (GDR)     |
| MS 1974 | Vítězslav Mácha (TCH)(CZE)            | Vítězslav Mácha (TCH)(CZE)            | Klaus-Peter Göpfert (GDR)    | Ijoseb Berišvili (URS)(GEO)   | Ijoseb Berišvili (URS)(GEO)   |
| MS 1975 | Anatolij Bykov (URS)(KAZ)             | Anatolij Bykov (URS)(KAZ)             | Janko Šopov (BUL)            | Mihály Toma (HUN)             | Mihály Toma (HUN)             |
| MS 1977 | Vítězslav Mácha (TCH)(CZE)            | Vítězslav Mácha (TCH)(CZE)            | Janko Šopov (BUL)            | Ferenc Kocsis (HUN)           | Ferenc Kocsis (HUN)           |
| MS 1978 | Arif Niftullajev (URS)(RUS)           | Arif Niftullajev (URS)(RUS)           | Ferenc Kocsis (HUN)          | Gheorghe Ciobotaru (ROU)      | Gheorghe Ciobotaru (ROU)      |
| MS 1979 | Janko Šopov (BUL) Ferenc Kocsis (HUN) | Janko Šopov (BUL) Ferenc Kocsis (HUN) | —                            | Karl-Heinz Helbing (FRG)      | Karl-Heinz Helbing (FRG)      |
| MS 1981 | Alexandr Kudrjavcev (URS)(RUS)        | Alexandr Kudrjavcev (URS)(RUS)        | Mikko Huhtala (FIN)          | Karolj Kasap (YUG)(SRB)       | Karolj Kasap (YUG)(SRB)       |
| MS 1982 | Ștefan Rusu (ROU)                     | Ștefan Rusu (ROU)                     | Andrzej Supron (POL)         | Karolj Kasap (YUG)(SRB)       | Karolj Kasap (YUG)(SRB)       |
| MS 1983 | Michail Mamiašvili (URS)(RUS)         | Michail Mamiašvili (URS)(RUS)         | Andrzej Supron (POL)         | Karolj Kasap (YUG)(SRB)       | Karolj Kasap (YUG)(SRB)       |
| MS 1985 | Michail Mamiašvili (URS)(RUS)         | Michail Mamiašvili (URS)(RUS)         | Ștefan Rusu (ROU)            | Jouko Salomäki (FIN)          | Jouko Salomäki (FIN)          |
| MS 1986 | Michail Mamiašvili (URS)(RUS)         | Michail Mamiašvili (URS)(RUS)         | Mirko Jahn (GDR)             | Dobri Ivanov (BUL)            | Dobri Ivanov (BUL)            |
| MS 1987 | Jouko Salomäki (FIN)                  | Jouko Salomäki (FIN)                  | Józef Tracz (POL)            | Daulet Turlychanov (URS)(KAZ) | Daulet Turlychanov (URS)(KAZ) |
| MS 1989 | Daulet Turlychanov (URS)(KAZ)         | Daulet Turlychanov (URS)(KAZ)         | Anton Arghira (ROU)          | Petar Tenev (BUL)             | Petar Tenev (BUL)             |
| MS 1990 | Mnacakan Iskandarjan (URS)(ARM)       | Mnacakan Iskandarjan (URS)(ARM)       | Dobri Ivanov (BUL)           | Željko Trajković (YUG)        | Željko Trajković (YUG)        |
| MS 1991 | Mnacakan Iskandarjan (URS)(ARM)       | Mnacakan Iskandarjan (URS)(ARM)       | Jaroslav Zeman (TCH)(CZE)    | Yvon Riemer (FRA)             | Yvon Riemer (FRA)             |
| MS 1993 | Nestor Almanza (CUB)                  | Nestor Almanza (CUB)                  | Józef Tracz (POL)            | Yvon Riemer (FRA)             | Yvon Riemer (FRA)             |
| MS 1994 | Mnacakan Iskandarjan (RUS)            | Mnacakan Iskandarjan (RUS)            | Józef Tracz (POL)            | Torbjörn Kornbakk (SWE)       | Torbjörn Kornbakk (SWE)       |
| MS 1995 | Yvon Riemer (FRA)                     | Yvon Riemer (FRA)                     | Bachtijar Bajsejtov (KAZ)    | Filiberto Azcuy (CUB)         | Filiberto Azcuy (CUB)         |
| MS 1997 | Marko Yli-Hannuksela (FIN)            | Marko Yli-Hannuksela (FIN)            | Tamás Berzicza (HUN)         | Filiberto Azcuy (CUB)         | Filiberto Azcuy (CUB)         |
| MS 1998 | Bachtijar Bajsejtov (KAZ)             | Bachtijar Bajsejtov (KAZ)             | Filiberto Azcuy (CUB)        | Nazmi Avluca (TUR)            | Nazmi Avluca (TUR)            |
| MS 1999 | Nazmi Avluca (TUR)                    | Nazmi Avluca (TUR)                    | Yvon Riemer (FRA)            | Dimitrios Avramis (GRE)       | Dimitrios Avramis (GRE)       |
| MS 2001 | Ara Abra'amjan (SWE)                  | Ara Abra'amjan (SWE)                  | Alexej Mišin (RUS)           | Kim Čin-su (KOR)              | Kim Čin-su (KOR)              |
| MS 2002 | Varteres Samurgašev (RUS)             | Varteres Samurgašev (RUS)             | Badri Chasaija (GEO)         | Filiberto Azcuy (CUB)         | Filiberto Azcuy (CUB)         |
| MS 2003 | Alexej Gluškov (RUS)                  | Alexej Gluškov (RUS)                  | Konstantin Schneider (GER)   | Kim Čin-su (KOR)              | Kim Čin-su (KOR)              |
| MS 2005 | Varteres Samurgašev (RUS)             | Varteres Samurgašev (RUS)             | Mark Madsen (DEN)            | Marko Yli-Hannuksela (FIN)    | Konstantin Schneider (GER)    |
| MS 2006 | Volodymyr Šackych (UKR)               | Volodymyr Šackych (UKR)               | Marko Yli-Hannuksela (FIN)   | Mark Madsen (DEN)             | Manučar Kvirkvelija (GEO)     |
| MS 2007 | Javor Janakiev (BUL)                  | Javor Janakiev (BUL)                  | Mark Madsen (DEN)            | Christophe Guénot (FRA)       | Valdemaras Venckaitis (LTU)   |
| MS 2009 | Selçuk Çebi (TUR)                     | Selçuk Çebi (TUR)                     | Mark Madsen (DEN)            | Alexandr Kikiňov (BLR)        | Faršád Alízade (IRI)          |
| MS 2010 | Selçuk Çebi (TUR)                     | Selçuk Çebi (TUR)                     | Arsen Džulfalakjan (ARM)     | Danijar Kobonov (KGZ)         | Imil Šarafetdinov (RUS)       |
| MS 2011 | Roman Vlasov (RUS)                    | Roman Vlasov (RUS)                    | Selçuk Çebi (TUR)            | Arsen Džulfalakjan (ARM)      | Neven Žugaj (CRO)             |
| MS 2013 | Kim Hjon-u (KOR)                      | Kim Hjon-u (KOR)                      | Roman Vlasov (RUS)           | Arsen Džulfalakjan (ARM)      | Emrah Kuş (TUR)               |
| MS 2014 | Arsen Džulfalakjan (ARM)              | Arsen Džulfalakjan (ARM)              | Neven Žugaj (CRO)            | Elvin Mursalijev (AZE)        | Andy Bisek (USA)              |
| MS 2015 | Roman Vlasov (RUS)                    | Roman Vlasov (RUS)                    | Mark Madsen (DEN)            | Dosdžan Kartikov (KAZ)        | Andy Bisek (USA)              |
| MS 2017 | Viktor Nemeš (SRB)                    | Viktor Nemeš (SRB)                    | Alexandr Čechirkin (RUS)     | Saíd Abdeválí (IRI)           | Tamás Lőrincz (HUN)           |
| MS 2018 | Alexandr Čechirkin (RUS)              | Alexandr Čechirkin (RUS)              | Tamás Lőrincz (HUN)          | Viktor Nemeš (SRB)            | Kim Hjon-u (KOR)              |
| MS 2019 | Tamás Lőrincz (HUN)                   | Tamás Lőrincz (HUN)                   | Alex Kessidis (SWE)          | Alí Geráí (IRI)               | Jalgasboy Berdimuratov (UZB)  |
| MS 2021 | Roman Vlasov (RUS)                    | Roman Vlasov (RUS)                    | Sanan Suleymanov (AZE)       | Roland Schwarz (GER)          | Alí Geráí (IRI)               |
| MS 2022 | Akzhol Makhmudov (KGZ)                | Akzhol Makhmudov (KGZ)                | Zoltán Lévai (HUN)           | Malkhas Amoyan (ARM)          | Yunus Emre Başar (TUR)        |
| MS 2023 | Akzhol Machmudov (KGZ)                | Akzhol Machmudov (KGZ)                | Sanan Sulejmanov (AZE)       | Malkhas Amoyan (ARM)          | Nao Kusaka (JPN)              |
| MS 2024 | nebyla na programu                    | nebyla na programu                    | nebyla na programu           | nebyla na programu            | nebyla na programu            |
| MS 2025 |                                       |                                       |                              |                               |                               |
| 73 kg: 1950–1961 • 78 kg: 1962–1967 • 74 kg: 1969–1995 • 76 kg: 1997–2001 • 74 kg: 2002–2013 • 75 kg: 2014–2017 • 77 kg: 2018– |                                       |                                       |                              |                               |                               |

## Lehká střední váha
| Rok                             | Zlato                     | Stříbro                      | Bronz                     | Bronz                    |
| ------------------------------- | ------------------------- | ---------------------------- | ------------------------- | ------------------------ |
| MS 2014                         | Péter Bácsi (HUN)         | Jevgenij Salejev (RUS)       | Jim Pettersson (SWE)      | Selçuk Çebi (TUR)        |
| MS 2015                         | Selçuk Çebi (TUR)         | Voktor Sosunovskij (BLR)     | Lasha Gobadze (GEO)       | Júsef Gáderían (IRI)     |
| MS 2016                         | Ramazan Abačarajev (RUS)  | Aslan Atem (TUR)             | Jonibek Otabekov (UZB)    | László Szabó (HUN)       |
| MS 2017                         | Maksim Manukjan (ARM)     | Radik Kulijev (BLR)          | Elvin Mursalijev (AZE)    | Pascal Eisele (GER)      |
| MS 2018                         | Péter Bácsi (HUN)         | Emrah Kuş (TUR)              | Maksim Manukjan (ARM)     | Viktor Sosunovskij (BLR) |
| MS 2019                         | Laša Gobadze (GEO)        | Rafig Husejnov (AZE)         | Čchien Chaj-tchao (CHN)   | Saíd Abdeválí (IRI)      |
| MS 2021                         | Rafig Husejnov (AZE)      | Burhan Akbudak (TUR)         | Adlan Akiev (RUS)         | Pejman Poshtam (IRI)     |
| MS 2022                         | Burhan Akbudak (TUR)      | Jalgasbay Berdimuratov (UZB) | Tamás Lévai (HUN)         | Yaroslav Filchakov (UKR) |
| MS 2023                         | Rafig Husejnov (AZE)      | Alireza Mohmadi (IRI)        | Aues Gonibov ([[Země\|]]) | Jaroslav Filčakov (UKR)  |
| MS 2024                         | Mohammad Ali Geraei (IRI) | Erik Szilvássy (HUN)         | Ahmet Yılmaz (TUR)        | Gela Bolkvadze (GEO)     |
| MS 2025                         |                           |                              |                           |                          |
| 80 kg: 2014–2017 • 82 kg: 2018– |                           |                              |                           |                          |

## Střední váha
| Rok | Zlato                                   | Zlato                                   | Stříbro                        | Bronz                                           | Bronz                                           |
| --- | --------------------------------------- | --------------------------------------- | ------------------------------ | ----------------------------------------------- | ----------------------------------------------- |
| MS 1904 | Severin Ahlqvist (DEN)                  | Severin Ahlqvist (DEN)                  | Hans Schneider (GER)           | Andreas Wolf (AUT)                              | Andreas Wolf (AUT)                              |
| MS 1905 | Albert Hein (GER)                       | Albert Hein (GER)                       | Gustav Hede (GER)              | Matthias Hartl (GER)                            | Matthias Hartl (GER)                            |
| MS 1907 | Harald Christensen (DEN)                | Harald Christensen (DEN)                | Johann Winker (GER)            | Hugo Edingshaus (GER)                           | Hugo Edingshaus (GER)                           |
| MS 1908 | Bob Diry (AUT)                          | Bob Diry (AUT)                          | Alois Toduschek (AUT)          | Harald Christensen (DEN)                        | Harald Christensen (DEN)                        |
| MS 1909 | Alois Toduschek (AUT)                   | Alois Toduschek (AUT)                   | Bob Diry (AUT)                 | Andreas Mrosek (AUT)                            | Andreas Mrosek (AUT)                            |
| MS 1910 | Fritz Altroggen (GER)                   | Fritz Altroggen (GER)                   | H. Bauer (GER)                 | J. Gelot (NED)                                  | J. Gelot (NED)                                  |
| MS 1911 | Emil Väre (FIN)                         | Emil Väre (FIN)                         | Theodor Tirkkonen (FIN)        | Alfred Salonen (FIN)                            | Alfred Salonen (FIN)                            |
| MS 1913 | Georg Baumann (RUS)                     | Georg Baumann (RUS)                     | Edvin Fältström (SWE)          | Heinrich Stiefel (GER)                          | Heinrich Stiefel (GER)                          |
| MS 1920 | Viktor Fischer (AUT)                    | Viktor Fischer (AUT)                    | Lorenz Koczanderle (AUT)       | Philipp Heß (GER)                               | Philipp Heß (GER)                               |
| MS 1921 | Taavi Tamminen (FIN)                    | Taavi Tamminen (FIN)                    | Volmari Vikström (FIN)         | Edvard Westerlund (FIN)                         | Edvard Westerlund (FIN)                         |
| MS 1922 | Carl Westergren (SWE)                   | Carl Westergren (SWE)                   | Einar Pettersen (NOR)          | Charles Frisenfeldt (DEN)                       | Charles Frisenfeldt (DEN)                       |
| MS 1950 | Axel Grönberg (SWE)                     | Axel Grönberg (SWE)                     | Ali Özdemir (TUR)              | Gyula Németi (HUN)                              | Gyula Németi (HUN)                              |
| MS 1953 | Givi Kartozija (URS)(GEO)               | Givi Kartozija (URS)(GEO)               | Axel Grönberg (SWE)            | Kalervo Rauhala (FIN)                           | Kalervo Rauhala (FIN)                           |
| MS 1955 | Givi Kartozija (URS)(GEO)               | Givi Kartozija (URS)(GEO)               | György Gurics (HUN)            | Horst Heß (FRG)                                 | Horst Heß (FRG)                                 |
| MS 1958 | Givi Kartozija (URS)(GEO)               | Givi Kartozija (URS)(GEO)               | Horst Heß (FRG)                | Lothar Metz (GDR)                               | Lothar Metz (GDR)                               |
| MS 1961 | Vasilij Zenin (URS)(RUS)                | Vasilij Zenin (URS)(RUS)                | Bertil Nyström (SWE)           | Yavuz Selekman (TUR)                            | Yavuz Selekman (TUR)                            |
| MS 1962 | Anatolij Kolesov (URS)(RUS)             | Anatolij Kolesov (URS)(RUS)             | Bjarne Ansbøl (DEN)            | Yavuz Selekman (TUR)                            | Yavuz Selekman (TUR)                            |
| MS 1963 | Anatolij Kolesov (URS)(RUS)             | Anatolij Kolesov (URS)(RUS)             | Rudolf Vesper (GDR)            | Bertil Nyström (SWE)                            | Bertil Nyström (SWE)                            |
| MS 1965 | Anatolij Kolesov (URS)(RUS)             | Anatolij Kolesov (URS)(RUS)             | Kiril Petkov (BUL)             | Sırrı Acar (TUR)                                | Sırrı Acar (TUR)                                |
| MS 1966 | Viktor Igumenov (URS)(RUS)              | Viktor Igumenov (URS)(RUS)              | Florea Ciorcilă (ROU)          | Peter Nettekoven (FRG)                          | Peter Nettekoven (FRG)                          |
| MS 1967 | Viktor Igumenov (URS)(RUS)              | Viktor Igumenov (URS)(RUS)              | Rudolf Vesper (GDR)            | Jan Kårström (SWE)                              | Jan Kårström (SWE)                              |
| MS 1969 | Petar Krumov (BUL)                      | Petar Krumov (BUL)                      | Omar Blijadze (URS)(GEO)       | Milan Nenadić (YUG)(CRO)                        | Milan Nenadić (YUG)(CRO)                        |
| MS 1970 | Anatolij Nazarenko (URS)(KAZ)           | Anatolij Nazarenko (URS)(KAZ)           | Petar Krumov (BUL)             | Milan Nenadić (YUG)(CRO)                        | Milan Nenadić (YUG)(CRO)                        |
| MS 1971 | Csaba Hegedűs (HUN)                     | Csaba Hegedűs (HUN)                     | Anatolij Nazarenko (URS)(KAZ)  | Kiril Dimitrov (BUL)                            | Kiril Dimitrov (BUL)                            |
| MS 1973 | Leonid Liberman (URS)(BLR)              | Leonid Liberman (URS)(BLR)              | Milan Nenadić (YUG)(CRO)       | Miroslav Janota (TCH)(CZE)                      | Miroslav Janota (TCH)(CZE)                      |
| MS 1974 | Anatolij Nazarenko (URS)(KAZ)           | Anatolij Nazarenko (URS)(KAZ)           | Dimitar Ivanov (BUL)           | Ion Enache (ROU)                                | Ion Enache (ROU)                                |
| MS 1975 | Anatolij Nazarenko (URS)(KAZ)           | Anatolij Nazarenko (URS)(KAZ)           | Ion Enache (ROU)               | Adam Ostrowski (POL)                            | Adam Ostrowski (POL)                            |
| MS 1977 | Vladimir Čeboksarov (URS)(RUS)          | Vladimir Čeboksarov (URS)(RUS)          | Ion Draica (ROU)               | Momir Petković (YUG)(SRB)                       | Momir Petković (YUG)(SRB)                       |
| MS 1978 | Ion Draica (ROU)                        | Ion Draica (ROU)                        | Momir Petković (YUG)(SRB)      | Vladimir Čeboksarov (URS)(RUS)                  | Vladimir Čeboksarov (URS)(RUS)                  |
| MS 1979 | Gennadij Korban (URS)(RUS)              | Gennadij Korban (URS)(RUS)              | Momir Petković (YUG)(SRB)      | Pavel Pavlov (BUL)                              | Pavel Pavlov (BUL)                              |
| MS 1981 | Gennadij Korban (URS)(RUS)              | Gennadij Korban (URS)(RUS)              | Momir Petković (YUG)(SRB)      | Ion Draica (ROU)                                | Ion Draica (ROU)                                |
| MS 1982 | Tejmuraz Apchazava (URS)(GEO)           | Tejmuraz Apchazava (URS)(GEO)           | Ion Draica (ROU)               | Jan Dołgowicz (POL)                             | Jan Dołgowicz (POL)                             |
| MS 1983 | Tejmuraz Apchazava (URS)(GEO)           | Tejmuraz Apchazava (URS)(GEO)           | Lennart Lundell (SWE)          | Jarmo Övermark (FIN)                            | Jarmo Övermark (FIN)                            |
| MS 1985 | Bogdan Daras (POL)                      | Bogdan Daras (POL)                      | Abdulbasir Battalov (URS)(RUS) | Klaus Mysen (NOR)                               | Klaus Mysen (NOR)                               |
| MS 1986 | Tibor Komáromi (HUN) Bogdan Daras (POL) | Tibor Komáromi (HUN) Bogdan Daras (POL) | —                              | Magnus Fredriksson (SWE) Sorin Herțea (ROU)     | Magnus Fredriksson (SWE) Sorin Herțea (ROU)     |
| MS 1987 | Tibor Komáromi (HUN)                    | Tibor Komáromi (HUN)                    | Roger Gössner (FRG)            | Sergej Nasevič (URS)(RUS)                       | Sergej Nasevič (URS)(RUS)                       |
| MS 1989 | Tibor Komáromi (HUN)                    | Tibor Komáromi (HUN)                    | Michail Mamiašvili (URS)(RUS)  | Magnus Fredriksson (SWE)                        | Magnus Fredriksson (SWE)                        |
| MS 1990 | Péter Farkas (HUN)                      | Péter Farkas (HUN)                      | Michail Mamiašvili (URS)(RUS)  | Goran Kasum (YUG)(SRB)                          | Goran Kasum (YUG)(SRB)                          |
| MS 1991 | Péter Farkas (HUN)                      | Péter Farkas (HUN)                      | Todor Angelov (BUL)            | Goran Kasum (YUG)(SRB)                          | Goran Kasum (YUG)(SRB)                          |
| MS 1993 | Hamza Yerlikaya (TUR)                   | Hamza Yerlikaya (TUR)                   | Daulet Turlychanov (KAZ)       | Murat Kardanov (RUS)                            | Murat Kardanov (RUS)                            |
| MS 1994 | Thomas Zander (GER)                     | Thomas Zander (GER)                     | Tuomo Karila (FIN)             | Valerij Cileňť (BLR)                            | Valerij Cileňť (BLR)                            |
| MS 1995 | Hamza Yerlikaya (TUR)                   | Hamza Yerlikaya (TUR)                   | Goča Cicijašvili (ISR)         | Thomas Zander (GER)                             | Thomas Zander (GER)                             |
| MS 1997 | Sergej Cvir (RUS)                       | Sergej Cvir (RUS)                       | Hamza Yerlikaya (TUR)          | Thomas Zander (GER)                             | Thomas Zander (GER)                             |
| MS 1998 | Alexandr Meňščikov (RUS)                | Alexandr Meňščikov (RUS)                | János Kismoni (HUN)            | Martin Lidberg (SWE)                            | Martin Lidberg (SWE)                            |
| MS 1999 | Luis Méndez (CUB)                       | Luis Méndez (CUB)                       | Thomas Zander (GER)            | Behrúz Džamšídí (IRI) Ra'atbek Sanatbajev (KGZ) | Behrúz Džamšídí (IRI) Ra'atbek Sanatbajev (KGZ) |
| MS 2001 | Muchran Vachtangadze (GEO)              | Muchran Vachtangadze (GEO)              | Matt Lindland (USA)            | Oleksandr Darahan (UKR)                         | Oleksandr Darahan (UKR)                         |
| MS 2002 | Ara Abra'amjan (SWE)                    | Ara Abra'amjan (SWE)                    | Alexandr Meňščikov (RUS)       | Mohamed Abdelfatah (EGY)                        | Mohamed Abdelfatah (EGY)                        |
| MS 2003 | Goča Cicijašvili (ISR)                  | Goča Cicijašvili (ISR)                  | Ara Abra'amjan (SWE)           | Attila Bátky (SVK)                              | Attila Bátky (SVK)                              |
| MS 2005 | Alim Selimov (BLR)                      | Alim Selimov (BLR)                      | Alexej Mišin (RUS)             | Sándor Bárdosi (HUN)                            | Nazmi Avluca (TUR)                              |
| MS 2006 | Mohamed Abdelfatah (EGY)                | Mohamed Abdelfatah (EGY)                | Nazmi Avluca (TUR)             | Saman Tahmásibí (IRI)                           | Alexej Mišin (RUS)                              |
| MS 2007 | Alexej Mišin (RUS)                      | Alexej Mišin (RUS)                      | Brad Vering (USA)              | Badri Chasaija (GEO)                            | Saman Tahmásibí (IRI)                           |
| MS 2009 | Nazmi Avluca (TUR)                      | Nazmi Avluca (TUR)                      | Mélonin Noumonvi (FRA)         | Pablo Shorey (CUB)                              | Habíbolláh Achlágí (IRI)                        |
| MS 2010 | Christo Marinov (BUL)                   | Christo Marinov (BUL)                   | Pablo Shorey (CUB)             | Nenad Žugaj (CRO)                               | Alexej Mišin (RUS)                              |
| MS 2011 | Alim Selimov (BLR)                      | Alim Selimov (BLR)                      | Damian Janikowski (POL)        | Rami Hietaniemi (FIN)                           | Nazmi Avluca (TUR)                              |
| MS 2013 | Táleb Nematpur (IRI)                    | Táleb Nematpur (IRI)                    | Saman Tahmásibí (AZE)          | Džavid Gamzatov (BLR)                           | Viktor Lőrincz (HUN)                            |
| MS 2014 | Mélonin Noumonvi (FRA)                  | Mélonin Noumonvi (FRA)                  | Saman Tahmásibí (AZE)          | Viktor Lőrincz (HUN)                            | Žan Beleňuk (UKR)                               |
| MS 2015 | Žan Beleňuk (UKR)                       | Žan Beleňuk (UKR)                       | Rustam Assakalov (UZB)         | Saman Tahmásibí (AZE)                           | Habíbolláh Achlágí (IRI)                        |
| MS 2017 | Metehan Başar (TUR)                     | Metehan Başar (TUR)                     | Denis Kudla (GER)              | Robert Koblijašvili (GEO)                       | Hosejn Núrí (IRI)                               |
| MS 2018 | Metehan Başar (TUR)                     | Metehan Başar (TUR)                     | Žan Beleňuk (UKR)              | Artur Ša'injan (ARM)                            | Robert Koblijašvili (GEO)                       |
| MS 2019 | Žan Beleňuk (UKR)                       | Žan Beleňuk (UKR)                       | Viktor Lőrincz (HUN)           | Rustam Assakalov (UZB)                          | Denis Kudla (GER)                               |
| MS 2021 | Zurab Datunašvili (SRB)                 | Zurab Datunašvili (SRB)                 | Kiryl Maskevich (BLR)          | Lasha Gobadze (GEO)                             | Arkadiusz Kułynycz (POL)                        |
| MS 2022 | Zurab Datunašvili (SRB)                 | Zurab Datunašvili (SRB)                 | Turpal Bisultanov (DEN)        | Dávid Losonczi (HUN)                            | Ali Cengiz (TUR)                                |
| MS 2023 | Ali Cengiz (TUR)                        | Ali Cengiz (TUR)                        | Dávid Losonczi (HUN)           | Zhan Beleniuk (UKR)                             | Semen Novikov (BUL)                             |
| MS 2024 | nebyla na programu                      | nebyla na programu                      | nebyla na programu             | nebyla na programu                              | nebyla na programu                              |
| MS 2025 |                                         |                                         |                                |                                                 |                                                 |
| 75 kg: 1904 • 80 kg: 1905 • 85 kg: 1907 • 75 kg: 1908–1909 • 70 kg: 1910 • 73 kg: 1911 • 75 kg: 1913–1922 • 79 kg: 1950–1961 • 87 kg: 1962–1967 • 82 kg: 1969–1995 • 85 kg: 1997–2001 • 84 kg: 2002–2013 • 85 kg: 2014–2017 • 87 kg: 2018– |                                         |                                         |                                |                                                 |                                                 |

## Těžká váha
| Rok | Zlato                         | Stříbro                     | Bronz                         | Bronz                         |
| --- | ----------------------------- | --------------------------- | ----------------------------- | ----------------------------- |
| MS 1904 | Rudolf Arnold (AUT)           | Anton Schmitz (AUT)         | Heinrich Wolfram (AUT)        | Heinrich Wolfram (AUT)        |
| MS 1905 | Søren Marinus Jensen (DEN)    | Georg Altmann (GER)         | Paul Moldt (GER)              | Paul Moldt (GER)              |
| MS 1907 | Hans Egeberg (DEN)            | Heinrich Rondi (GER)        | Gustav Sperling (GER)         | Gustav Sperling (GER)         |
| MS 1908 | Hans Egeberg (DEN)            | Josef Rossum (AUT)          | Josef Panzer (AUT)            | Josef Panzer (AUT)            |
| MS 1909 | Anton Schmitz (AUT)           | Hans Egeberg (DEN)          | Josef Bechyně (BOH)           | Josef Bechyně (BOH)           |
| MS 1910 | Gustav Sperling (GER)         | Otto Büren (GER)            | Søren Marinus Jensen (DEN)    | Søren Marinus Jensen (DEN)    |
| MS 1911 | Yrjö Saarela (FIN)            | Adolf Lindfors (FIN)        | Alex Järvinen (FIN)           | Alex Järvinen (FIN)           |
| MS 1913 | Anders Ahlgren (SWE)          | Jakob Neser (GER)           | Karl Hertel (GER)             | Karl Hertel (GER)             |
| MS 1920 | Heinrich Bock (GER)           | Franz Wagner (AUT)          | Adolf Kurz (GER)              | Adolf Kurz (GER)              |
| MS 1921 | Johan Salila (FIN)            | Martti Nieminen (FIN)       | Emil Larsen (DEN)             | Emil Larsen (DEN)             |
| MS 1922 | Ernst Nilsson (SWE)           | Anders Ahlgren (SWE)        | Toivo Pohjala (FIN)           | Toivo Pohjala (FIN)           |
| MS 1950 | Bertil Antonsson (SWE)        | Gyula Bóbis (HUN)           | Adil Candemir (TUR)           | Adil Candemir (TUR)           |
| MS 1953 | Bertil Antonsson (SWE)        | Johannes Kotkas (URS)(EST)  | Guido Fantoni (ITA)           | Guido Fantoni (ITA)           |
| MS 1955 | Alexandr Masur (URS)(RUS)     | Bertil Antonsson (SWE)      | Hamit Kaplan (TUR)            | Hamit Kaplan (TUR)            |
| MS 1958 | Ivan Bohdan (URS)(UKR)        | Ljutvi Ahmedov (BUL)        | Hamit Kaplan (TUR)            | Hamit Kaplan (TUR)            |
| MS 1961 | Ivan Bohdan (URS)(UKR)        | Hamit Kaplan (TUR)          | István Kozma (HUN)            | István Kozma (HUN)            |
| MS 1962 | Rostom Abašidze (URS)(GEO)    | Bojan Radev (BUL)           | İsmet Atlı (TUR)              | İsmet Atlı (TUR)              |
| MS 1963 | Rostom Abašidze (URS)(GEO)    | Nicolae Martinescu (ROU)    | Hamit Kaplan (TUR)            | Hamit Kaplan (TUR)            |
| MS 1965 | Valerij Anisimov (URS)(RUS)   | Ferenc Kiss (HUN)           | Czesław Kwieciński (POL)      | Czesław Kwieciński (POL)      |
| MS 1966 | Bojan Radev (BUL)             | Valerij Anisimov (URS)(RUS) | Nicolae Martinescu (ROU)      | Nicolae Martinescu (ROU)      |
| MS 1967 | Nikolaj Jakovenko (URS)(RUS)  | Bojan Radev (BUL)           | Nicolae Martinescu (ROU)      | Nicolae Martinescu (ROU)      |
| MS 1969 | Nikolaj Jakovenko (URS)(RUS)  | Stefan Petrov (BUL)         | Lennart Eriksson (SWE)        | Lennart Eriksson (SWE)        |
| MS 1970 | Pelle Svensson (SWE)          | Ferenc Kiss (HUN)           | Nikolaj Jakovenko (URS)(RUS)  | Nikolaj Jakovenko (URS)(RUS)  |
| MS 1971 | Pelle Svensson (SWE)          | Nicolae Martinescu (ROU)    | Marin Kolev (BUL)             | Marin Kolev (BUL)             |
| MS 1973 | Nikolaj Balbošin (URS)(RUS)   | Kamen Goranov (BUL)         | Andrzej Skrzydlewski (POL)    | Andrzej Skrzydlewski (POL)    |
| MS 1974 | Nikolaj Balbošin (URS)(RUS)   | Kamen Goranov (BUL)         | Nicolae Martinescu (ROU)      | Nicolae Martinescu (ROU)      |
| MS 1975 | Kamen Goranov (BUL)           | Fredi Albrecht (GDR)        | Andrzej Skrzydlewski (POL)    | Andrzej Skrzydlewski (POL)    |
| MS 1977 | Nikolaj Balbošin (URS)(RUS)   | Refik Memišević (YUG)(SRB)  | Georgi Rajkov (BUL)           | Georgi Rajkov (BUL)           |
| MS 1978 | Nikolaj Balbošin (URS)(RUS)   | Georgi Rajkov (BUL)         | Refik Memišević (YUG)(SRB)    | Refik Memišević (YUG)(SRB)    |
| MS 1979 | Nikolaj Balbošin (URS)(RUS)   | Georgi Rajkov (BUL)         | Brad Rheingans (USA)          | Brad Rheingans (USA)          |
| MS 1981 | Micheil Saladze (URS)(GEO)    | Tamás Gáspár (HUN)          | Roman Wrocławski (POL)        | Roman Wrocławski (POL)        |
| MS 1982 | Roman Wrocławski (POL)        | Vasile Andrei (ROU)         | Andrej Dimitrov (BUL)         | Andrej Dimitrov (BUL)         |
| MS 1983 | Andrej Dimitrov (BUL)         | Jožef Tertei (YUG)(SRB)     | Viktor Avdyšev (URS)(UKR)     | Viktor Avdyšev (URS)(UKR)     |
| MS 1985 | Andrej Dimitrov (BUL)         | Tamás Gáspár (HUN)          | Anatolij Fedorenko (URS)(BLR) | Anatolij Fedorenko (URS)(BLR) |
| MS 1986 | Tamás Gáspár (HUN)            | Vasile Andrei (ROU)         | Anatolij Fedorenko (URS)(BLR) | Anatolij Fedorenko (URS)(BLR) |
| MS 1987 | Guram Gedechauri (URS)(GEO)   | Dennis Koslowski (USA)      | Vasile Andrei (ROU)           | Vasile Andrei (ROU)           |
| MS 1989 | Gerhard Himmel (FRG)          | Ilija Vasilev (BUL)         | Anatolij Fedorenko (URS)(BLR) | Anatolij Fedorenko (URS)(BLR) |
| MS 1990 | Sergej Děmjaškevič (URS)(BLR) | Sándor Major (HUN)          | Dušan Masár (TCH)(SVK)        | Dušan Masár (TCH)(SVK)        |
| MS 1991 | Héctor Milián (CUB)           | Jörgen Olsson (SWE)         | Sergej Děmjaškevič (URS)(BLR) | Sergej Děmjaškevič (URS)(BLR) |
| MS 1993 | Mikael Ljungberg (SWE)        | Ibragim Šavchalov (RUS)     | Andrzej Wroński (POL)         | Andrzej Wroński (POL)         |
| MS 1994 | Andrzej Wroński (POL)         | Bakur Gogitidze (GEO)       | Giorgi Saldadze (UKR)         | Giorgi Saldadze (UKR)         |
| MS 1995 | Mikael Ljungberg (SWE)        | Héctor Milián (CUB)         | Giorgi Saldadze (UKR)         | Giorgi Saldadze (UKR)         |
| MS 1997 | Giorgi Koguašvili (RUS)       | Anatolij Fedorenko (BLR)    | Andrzej Wroński (POL)         | Andrzej Wroński (POL)         |
| MS 1998 | Giorgi Koguašvili (RUS)       | Marek Švec (CZE)            | Davit Saldadze (UKR)          | Davit Saldadze (UKR)          |
| MS 1999 | Giorgi Koguašvili (RUS)       | Andrzej Wroński (POL)       | Mikael Ljungberg (SWE)        | Mikael Ljungberg (SWE)        |
| MS 2001 | Alexandr Bezručkin (RUS)      | Ernesto Peña (CUB)          | Mehmet Özal (TUR)             | Mehmet Özal (TUR)             |
| MS 2002 | Mehmet Özal (TUR)             | Karam Gaber (EGY)           | Ali Mollov (BUL)              | Ali Mollov (BUL)              |
| MS 2003 | Martin Lidberg (SWE)          | Karam Gaber (EGY)           | Ramaz Nozadze (GEO)           | Ramaz Nozadze (GEO)           |
| MS 2005 | Hamza Yerlikaya (TUR)         | Lajos Virág (HUN)           | Vasilij Těplouchov (RUS)      | Justin Ruiz (USA)             |
| MS 2006 | Heiki Nabi (EST)              | Marek Švec (CZE)            | Kalojan Dinčev (BUL)          | Hamza Yerlikaya (TUR)         |
| MS 2007 | Ramaz Nozadze (GEO)           | Mindaugas Ežerskis (LTU)    | Marek Švec (CZE)              | Gásem Rezáí (IRI)             |
| MS 2009 | Balázs Kiss (HUN)             | Jimmy Lidberg (SWE)         | Amír Alíakbarí (IRI)          | Aslanbek Chuštov (RUS)        |
| MS 2010 | Amír Alíakbarí (IRI)          | Timofej Dějničenko (BLR)    | Aslanbek Chuštov (RUS)        | Jimmy Lidberg (SWE)           |
| MS 2011 | Elis Guri (BUL)               | Jimmy Lidberg (SWE)         | Rustam Totrov (RUS)           | Cenk İldem (TUR)              |
| MS 2013 | Nikita Melnikov (RUS)         | Artur Aleksanjan (ARM)      | Šalva Gadabadze (AZE)         | Balázs Kiss (HUN)             |
| MS 2014 | Artur Aleksanjan (ARM)        | Oliver Hassler (GER)        | Gásem Rezáí (IRI)             | Cenk İldem (TUR)              |
| MS 2015 | Artur Aleksanjan (ARM)        | Gásem Rezáí (IRI)           | Islam Magomedov (RUS)         | Dmytro Tymčenko (UKR)         |
| MS 2017 | Artur Aleksanjan (ARM)        | Musa Jovlojev (RUS)         | Balázs Kiss (HUN)             | Revaz Nadarejišvili (GEO)     |
| MS 2018 | Musa Jovlojev (RUS)           | Kiril Milov (BUL)           | Micheil Kadžaija (SRB)        | Mehdí Alíjárí (IRI)           |
| MS 2019 | Musa Jovlojev (RUS)           | Artur Aleksanjan (ARM)      | Micheil Kadžaija (SRB)        | Cenk İldem (TUR)              |
| MS 2021 | Mohammad Hadi Saravi (IRI)    | Alex Szőke (HUN)            | Artur Sargsian (RUS)          | G'Angelo Hancock (USA)        |
| MS 2022 | Artur Aleksanjan (ARM)        | Kiril Milov (BUL)           | Arif Niftullayev (AZE)        | Mohammad Hadi Saravi (IRI)    |
| MS 2023 | Gabriel Rosillo (CUB)         | Artur Aleksanyan (ARM)      | Artur Omarov (CZE)            | Mohammad Hadi Saravi (IRI)    |
| MS 2024 | nebyla na programu            | nebyla na programu          | nebyla na programu            | nebyla na programu            |
| MS 2025 |                               |                             |                               |                               |
| +75 kg: 1904 • +80 kg: 1905 • +85 kg: 1907 • +75 kg: 1908–1909 • +85 kg: 1910 • +83 kg: 1911 • +82.5 kg: 1913–1922 • +87 kg: 1950–1961 • +97 kg: 1962–1967 • 100 kg: 1969–1995 • 97 kg: 1997–2001 • 96 kg: 2002–2013 • 98 kg: 2014–2017 • 97 kg: 2018– |                               |                             |                               |                               |

## Supertěžká váha
| Rok                                                                        | Zlato                           | Stříbro                         | Bronz                        | Bronz                        |
| -------------------------------------------------------------------------- | ------------------------------- | ------------------------------- | ---------------------------- | ---------------------------- |
| MS 1969                                                                    | Anatolij Roščin (URS)(RUS)      | Wilfried Dietrich (FRG)         | Petar Donev (BUL)            | Petar Donev (BUL)            |
| MS 1970                                                                    | Anatolij Roščin (URS)(RUS)      | József Csatári (HUN)            | Nicolae Martinescu (ROU)     | Nicolae Martinescu (ROU)     |
| MS 1971                                                                    | Aleksandar Tomov (BUL)          | Anatolij Roščin (URS)(RUS)      | Petr Kment (TCH)(CZE)        | Petr Kment (TCH)(CZE)        |
| MS 1973                                                                    | Aleksandar Tomov (BUL)          | Petr Kment (TCH)(CZE)           | Šota Morčiladze (URS)(GEO)   | Šota Morčiladze (URS)(GEO)   |
| MS 1974                                                                    | Aleksandar Tomov (BUL)          | Šota Morčiladze (URS)(GEO)      | János Rovnyai (HUN)          | János Rovnyai (HUN)          |
| MS 1975                                                                    | Aleksandar Tomov (BUL)          | Oleksandr Kolčynskyj (URS)(UKR) | Roman Codreanu (ROU)         | Roman Codreanu (ROU)         |
| MS 1977                                                                    | Nikola Dinev (BUL)              | Oleksandr Kolčynskyj (URS)(UKR) | Arne Robertsson (SWE)        | Arne Robertsson (SWE)        |
| MS 1978                                                                    | Oleksandr Kolčynskyj (URS)(UKR) | Nikola Dinev (BUL)              | Roman Codreanu (ROU)         | Roman Codreanu (ROU)         |
| MS 1979                                                                    | Aleksandar Tomov (BUL)          | Oleksandr Kolčynskyj (URS)(UKR) | Bob Walker (USA)             | Bob Walker (USA)             |
| MS 1981                                                                    | Refik Memišević (YUG)(SRB)      | Nikola Dinev (BUL)              | Jevgenij Arťuchin (URS)(RUS) | Jevgenij Arťuchin (URS)(RUS) |
| MS 1982                                                                    | Nikola Dinev (BUL)              | Refik Memišević (YUG)(SRB)      | Cándido Mesa (CUB)           | Cándido Mesa (CUB)           |
| MS 1983                                                                    | Jevgenij Arťuchin (URS)(RUS)    | Nikola Dinev (BUL)              | Cándido Mesa (CUB)           | Cándido Mesa (CUB)           |
| MS 1985                                                                    | Igor Rostorockij (URS)(KAZ)     | Ioan Grigoraș (ROU)             | Rangel Gerovski (BUL)        | Rangel Gerovski (BUL)        |
| MS 1986                                                                    | Tomas Johansson (SWE)           | Vladimir Grigorijev (URS)(RUS)  | László Klauz (HUN)           | László Klauz (HUN)           |
| MS 1987                                                                    | Igor Rostorockij (URS)(KAZ)     | Tomas Johansson (SWE)           | Rangel Gerovski (BUL)        | Rangel Gerovski (BUL)        |
| MS 1989                                                                    | Alexandr Karelin (URS)(RUS)     | László Klauz (HUN)              | Tomas Johansson (SWE)        | Tomas Johansson (SWE)        |
| MS 1990                                                                    | Alexandr Karelin (URS)(RUS)     | Tomas Johansson (SWE)           | Rangel Gerovski (BUL)        | Rangel Gerovski (BUL)        |
| MS 1991                                                                    | Alexandr Karelin (URS)(RUS)     | Matt Ghaffari (USA)             | Rangel Gerovski (BUL)        | Rangel Gerovski (BUL)        |
| MS 1993                                                                    | Alexandr Karelin (RUS)          | Sergej Murejko (MDA)            | Tomas Johansson (SWE)        | Tomas Johansson (SWE)        |
| MS 1994                                                                    | Alexandr Karelin (RUS)          | Héctor Milián (CUB)             | Petro Kotok (UKR)            | Petro Kotok (UKR)            |
| MS 1995                                                                    | Alexandr Karelin (RUS)          | Sergej Murejko (MDA)            | Matt Ghaffari (USA)          | Matt Ghaffari (USA)          |
| MS 1997                                                                    | Alexandr Karelin (RUS)          | Mihály Deák-Bárdos (HUN)        | Héctor Milián (CUB)          | Héctor Milián (CUB)          |
| MS 1998                                                                    | Alexandr Karelin (RUS)          | Matt Ghaffari (USA)             | Jurij Jevsejčyk (ISR)        | Jurij Jevsejčyk (ISR)        |
| MS 1999                                                                    | Alexandr Karelin (RUS)          | Héctor Milián (CUB)             | Sergej Murejko (BUL)         | Sergej Murejko (BUL)         |
| MS 2001                                                                    | Rulon Gardner (USA)             | Mihály Deák-Bárdos (HUN)        | Xenos Kuciumbas (GRE)        | Xenos Kuciumbas (GRE)        |
| MS 2002                                                                    | Dremiel Byers (USA)             | Mihály Deák-Bárdos (HUN)        | Jurij Patrikejev (RUS)       | Jurij Patrikejev (RUS)       |
| MS 2003                                                                    | Chasan Barojev (RUS)            | Mihály Deák-Bárdos (HUN)        | Giorgi Curcumija (KAZ)       | Giorgi Curcumija (KAZ)       |
| MS 2005                                                                    | Mijaín López (CUB)              | Mihály Deák-Bárdos (HUN)        | Sergej Arťuchin (BLR)        | Yekta Yılmaz Gül (TUR)       |
| MS 2006                                                                    | Chasan Barojev (RUS)            | Mijaín López (CUB)              | Sergej Arťuchin (BLR)        | İsmail Güzel (TUR)           |
| MS 2007                                                                    | Mijaín López (CUB)              | Chasan Barojev (RUS)            | Jurij Patrikejev (ARM)       | Dremiel Byers (USA)          |
| MS 2009                                                                    | Mijaín López (CUB)              | Dremiel Byers (USA)             | Jalmar Sjöberg (SWE)         | Rıza Kaya'alp (TUR)          |
| MS 2010                                                                    | Mijaín López (CUB)              | Jurij Patrikejev (ARM)          | Nurmachan Tinalijev (KAZ)    | Rıza Kaya'alp (TUR)          |
| MS 2011                                                                    | Rıza Kaya'alp (TUR)             | Mijaín López (CUB)              | Bašír Babadžanzade (IRI)     | Nurmachan Tinalijev (KAZ)    |
| MS 2013                                                                    | Heiki Nabi (EST)                | Rıza Kaya'alp (TUR)             | Nurmachan Tinalijev (KAZ)    | Johan Eurén (SWE)            |
| MS 2014                                                                    | Mijaín López (CUB)              | Rıza Kaya'alp (TUR)             | Heiki Nabi (EST)             | Bilal Machov (RUS)           |
| MS 2015                                                                    | Rıza Kaya'alp (TUR)             | Mijaín López (CUB)              | Bilal Machov (RUS)           | Oleksandr Černeckyj (UKR)    |
| MS 2017                                                                    | Rıza Kaya'alp (TUR)             | Heiki Nabi (EST)                | Yasmany Acosta (CHI)         | Óscar Pino (CUB)             |
| MS 2018                                                                    | Sergej Semjonov (RUS)           | Adam Coon (USA)                 | Óscar Pino (CUB)             | Kim Min-sok (KOR)            |
| MS 2019                                                                    | Rıza Kaya'alp (TUR)             | Óscar Pino (CUB)                | Heiki Nabi (EST)             | Ijakob Kadžaija (GEO)        |
| MS 2021                                                                    | Ali Akbar Yousefi (IRI)         | Zurabi Gedekhauri (RUS)         | Ijakob Kadžaija (GEO)        | Oskar Marvik (NOR)           |
| MS 2022                                                                    | Rıza Kaya'alp (TUR)             | Amin Mirzazadeh (IRI)           | Mantas Knystautas (LTU)      | Alin Alexuc-Ciurariu (ROU)   |
| MS 2023                                                                    | Amin Mirzazadeh (IRI)           | Rıza Kaya'alp (TUR)             | Abdellatif Mohamed (EGY)     | Oscar Pino (CUB)             |
| MS 2024                                                                    | nebyla na programu              | nebyla na programu              | nebyla na programu           | nebyla na programu           |
| MS 2025                                                                    |                                 |                                 |                              |                              |
| +100 kg: 1969–1983 • 130 kg: 1985–2001 • 120 kg: 2002–2013 • 130 kg: 2014– |                                 |                                 |                              |                              |

## Ukončené disciplíny

### Papírová váha
- 48 kg: 1969–1995

| Rok     | Zlato                             | Stříbro                    | Bronz                       |
| ------- | --------------------------------- | -------------------------- | --------------------------- |
| MS 1969 | Gheorghe Berceanu (ROU)           | Rahím Alíabádí (IRI)       | Vladislav Kustov (URS)(RUS) |
| MS 1970 | Gheorghe Berceanu (ROU)           | Vladimir Zubkov (URS)(BLR) | Bernard Szczepański (POL)   |
| MS 1971 | Vladimir Zubkov (URS)(BLR)        | Hızır Sarı (TUR)           | Stefan Angelov (BUL)        |
| MS 1973 | Vladimir Zubkov (URS)(BLR)        | Ryszard Świerad (POL)      | Ferenc Seres (HUN)          |
| MS 1974 | Vladimir Zubkov (URS)(BLR)        | Constantin Alexandru (ROU) | Georgi Georgiev (BUL)       |
| MS 1975 | Vladimir Zubkov (URS)(BLR)        | Gheorghe Berceanu (ROU)    | Stefan Angelov (BUL)        |
| MS 1977 | Alexej Šumakov (URS)(RUS)         | Salih Bora (TUR)           | Todor Gerčev (BUL)          |
| MS 1978 | Constantin Alexandru (ROU)        | Alexej Šumakov (URS)(RUS)  | Roman Kierpacz (POL)        |
| MS 1979 | Constantin Alexandru (ROU)        | Alexej Šumakov (URS)(RUS)  | Pavel Christov (BUL)        |
| MS 1981 | Žaksilik Uškempirov (URS)(KAZ)    | Salih Bora (TUR)           | Fumikazu Sasaki (JPN)       |
| MS 1982 | Temo Kasarašvili (URS)(GEO)       | Salih Bora (TUR)           | Bratan Cenov (BUL)          |
| MS 1983 | Bratan Cenov (BUL)                | Markus Scherer (FRG)       | Temo Kasarašvili (URS)(GEO) |
| MS 1985 | Mahaddin Allahverdijev (URS)(AZE) | Bratan Cenov (BUL)         | Csaba Vadász (HUN)          |
| MS 1986 | Mahaddin Allahverdijev (URS)(AZE) | Bratan Cenov (BUL)         | Reinaldo Jiménez (CUB)      |
| MS 1987 | Mahaddin Allahverdijev (URS)(AZE) | Vincenzo Maenza (ITA)      | Lars Rønningen (NOR)        |
| MS 1989 | Oleh Kučerenko (URS)(UKR)         | Lars Rønningen (NOR)       | Kwon Tok-jong (KOR)         |
| MS 1990 | Oleh Kučerenko (URS)(UKR)         | Rajko Marinov (BUL)        | Jasuiči Ebina (JPN)         |
| MS 1991 | Kwon Tok-jong (KOR)               | Rezá Símcháh (IRI)         | Sergej Suvorov (URS)(RUS)   |
| MS 1993 | Wilbert Sánchez (CUB)             | Zafar Gulijev (RUS)        | Sim Kwon-ho (KOR)           |
| MS 1994 | Wilbert Sánchez (CUB)             | Aleksandr Pavlov (BLR)     | Gela Papašvili (GEO)        |
| MS 1995 | Sim Kwon-ho (KOR)                 | Hiroši Kadó (JPN)          | Zafar Gulijev (RUS)         |

### Lehká těžká váha
| Rok | Zlato                         | Stříbro                    | Bronz                        |
| --- | ----------------------------- | -------------------------- | ---------------------------- |
| MS 1910                                                                                                 | Hermann Buchholz (GER)        | Fritz Kärcher (GER)        | Harald Christensen (DEN)     |
| MS 1911                                                                                                 | Alfred Asikainen (FIN)        | Anders Ahlgren (SWE)       | Arvo Lumme (FIN)             |
| MS 1913                                                                                                 | Ernst Nilsson (SWE)           | Johann Trestler (AUT)      | František Kopřiva (BOH)      |
| MS 1920                                                                                                 | Michael Heinl (AUT)           | Josef Mach (AUT)           | Wilhelm Knöpfle (GER)        |
| MS 1921                                                                                                 | Edil Rosenqvist (FIN)         | Rudolf Svensson (SWE)      | Jan Muijs (NED)              |
| MS 1922                                                                                                 | Edil Rosenqvist (FIN)         | Rudolf Svensson (SWE)      | Svend Nielsen (DEN)          |
| MS 1950                                                                                                 | Muharrem Candaş (TUR)         | Gyula Kovács (HUN)         | Trygve Andersen (NOR)        |
| MS 1953                                                                                                 | August Englas (URS)(EST)      | Kelpo Gröndahl (FIN)       | Kurt Rusterholz (SUI)        |
| MS 1955                                                                                                 | Valentin Nikolajev (URS)(RUS) | Veikko Lahti (FIN)         | Karl-Erik Nilsson (SWE)      |
| MS 1958                                                                                                 | Rostom Abašidze (URS)(GEO)    | György Gurics (HUN)        | Rune Jansson (SWE)           |
| MS 1961                                                                                                 | György Gurics (HUN)           | Arkadij Tkačev (URS)(RUS)  | Gheorghe Popovici (ROU)      |
| MS 1962                                                                                                 | Tevfik Kış (TUR)              | Krali Bimbalov (BUL)       | Anatolij Kirov (URS)(RUS)    |
| MS 1963                                                                                                 | Tevfik Kış (TUR)              | Branislav Simić (YUG)(SRB) | György Gurics (HUN)          |
| MS 1965                                                                                                 | Rimantas Bagdonas (URS)(LTU)  | Bolesław Mackiewicz (POL)  | Jiří Kormaník (TCH)(CZE)     |
| MS 1966                                                                                                 | Valentin Olenik (URS)(RUS)    | Tevfik Kış (TUR)           | Franz Pötsch (AUT)           |
| MS 1967                                                                                                 | László Sillai (HUN)           | Valentin Olenik (URS)(RUS) | Wacław Orłowski (POL)        |
| MS 1969                                                                                                 | Alexandr Jurkevič (URS)(RUS)  | Venko Cincarov (BUL)       | Nicolae Neguţ (ROU)          |
| MS 1970                                                                                                 | Valerij Rezancev (URS)(KAZ)   | Czesław Kwieciński (POL)   | Venko Cincarov (BUL)         |
| MS 1971                                                                                                 | Valerij Rezancev (URS)(KAZ)   | Stojan Nikolov (BUL)       | Lothar Metz (GDR)            |
| MS 1973                                                                                                 | Valerij Rezancev (URS)(KAZ)   | Czesław Kwieciński (POL)   | Stojan Nikolov (BUL)         |
| MS 1974                                                                                                 | Valerij Rezancev (URS)(KAZ)   | Stojan Nikolov (BUL)       | Dumitru Manea (ROU)          |
| MS 1975                                                                                                 | Valerij Rezancev (URS)(KAZ)   | Stojan Nikolov (BUL)       | Fred Theobald (FRG)          |
| MS 1977                                                                                                 | Frank Andersson (SWE)         | Petre Dicu (ROU)           | Stojan Nikolov (BUL)         |
| MS 1978                                                                                                 | Stojan Nikolov (BUL)          | Frank Andersson (SWE)      | Viktor Avdyšev (URS)(AZE)    |
| MS 1979                                                                                                 | Frank Andersson (SWE)         | Norbert Növényi (HUN)      | Pedro Pawlidis (FRG)         |
| MS 1981                                                                                                 | Igor Kanygin (URS)(BLR)       | Frank Andersson (SWE)      | Franz Pitschmann (AUT)       |
| MS 1982                                                                                                 | Frank Andersson (SWE)         | Atanas Komšev (BUL)        | Igor Kanygin (URS)(BLR)      |
| MS 1983                                                                                                 | Igor Kanygin (URS)(BLR)       | Atanas Komšev (BUL)        | Norbert Növényi (HUN)        |
| MS 1985                                                                                                 | Mike Houck (USA)              | Igor Kanygin (URS)(BLR)    | Atanas Komšev (BUL)          |
| MS 1986                                                                                                 | Andrzej Malina (POL)          | Atanas Komšev (BUL)        | Jindřich Durčák (TCH)(CZE)   |
| MS 1987                                                                                                 | Vladimir Popov (URS)(RUS)     | Sándor Major (HUN)         | Atanas Komšev (BUL)          |
| MS 1989                                                                                                 | Maik Bullmann (GDR)           | Michial Foy (USA)          | Roger Gries (FRG)            |
| MS 1990                                                                                                 | Maik Bullmann (GDR)           | Harri Koskela (FIN)        | Vjačeslav Olijnyk (URS)(UKR) |
| MS 1991                                                                                                 | Maik Bullmann (GER)           | Reynaldo Peña (CUB)        | Harri Koskela (FIN)          |
| MS 1993                                                                                                 | Giorgi Koguašvili (RUS)       | Maik Bullmann (GER)        | Tengiz Tedoradze (GEO)       |
| MS 1994                                                                                                 | Giorgi Koguašvili (RUS)       | Vjačeslav Olijnyk (UKR)    | Maik Bullmann (GER)          |
| MS 1995                                                                                                 | Hakkı Başar (TUR)             | Petru Sudureac (ROU)       | Giorgi Koguašvili (RUS)      |
| 85 kg: 1910 • 83 kg: 1911 • 82.5 kg: 1913–1922 • 87 kg: 1950–1961 • 97 kg: 1962–1967 • 90 kg: 1969–1995 |                               |                            |                              |